# Paweł Kaczmarek (kajakarz)
Paweł Kaczmarek (ur. 8 września 1995 w Człuchowie) – polski kajakarz, olimpijczyk z Rio de Janeiro (2016), ośmiokrotny mistrz Polski.

## Kariera sportowa
Jest wychowankiem Polstyru Człuchów, od 2015 do 2019 roku reprezentował barwy AZS-AWF Gorzów Wielkopolski, a następnie – Kolejowego Klubu Wodnego 1929. Odnosił sukcesy w kategoriach juniorskich, w 2013 roku zdobył brązowe medale mistrzostw świata i mistrzostw Europy juniorów w konkurencji K-1 200 m. Na młodzieżowych mistrzostwach Europy w 2015 roku zdobył złoty medal w konkurencji K-2 200 m (z Grzegorzem Bierzało) i srebrny medal w konkurencji K-1 200 m. W tym samym roku został także młodzieżowym wicemistrzem świata w konkurencji K-2 200 m (z Grzegorzem Bierzało).
Reprezentował Polskę na igrzyskach olimpijskich w 2016 roku (odpadł w eliminacjach konkurencji K-1 200 m), mistrzostwach świata seniorów w 2015 roku (K-1 200 m – 7 m.) i 2017 roku (K-2 200 m – 7 m.), mistrzostwach Europy seniorów w 2015 roku (K-2 200 m – 7 m.).
Jest mistrzem Polski seniorów w konkurencji K-1 200 m i K-2 200 m (z Grzegorzem Bierzało) z 2016, K-2 500 z 2017 (z Dorianem Kliczkowskim), K-1 200 m w 2018, K-1 200 i K-2 500 (z Jackiem Piechem) w 2019, K-1 200 i K-2 200 (z Jackiem Piechem) w 2020.

## Wyniki
Wyniki finałów igrzysk olimpijskich i europejskich oraz mistrzostw świata i Europy.
| Rok  | Zawody             | Miejscowość      | Konkurencja | Czas   | Pozycja |
| ---- | ------------------ | ---------------- | ----------- | ------ | ------- |
| 2015 | Mistrzostwa Europy | Račice           | K-2 200 m   | 34,152 | 7.      |
| 2015 | Mistrzostwa świata | Mediolan         | K-1 200 m   | 35,76  | 7.      |
| 2017 | Mistrzostwa świata | Račice           | K-2 200 m   | 31,91  | 7.      |
| 2018 | Mistrzostwa świata | Montemor-o-Velho | K-1 200 m   | 35,932 | 7.      |
| 2018 | Mistrzostwa świata | Montemor-o-Velho | K-2 200 m   | 32,753 | 5.      |